# Carl McKinley
Carl McKinley (* 9. Oktober 1895 in Yarmouth, Maine; † 24. Juli 1966 in Boston) war ein US-amerikanischer Komponist.

## Leben und Wirken
McKinley studierte am Konservatorium von Yalesburg/Illinois und der Harvard University. Mit einem Naumburg-Stipendium der Harvard University setzte er seine Ausbildung 1917–18 bei Rubin Goldmark, Gaston Dethier und Walter Henry Rothwell in New York fort. Er war Organist in Hartford/Connecticut und am Capitol Theatre in New York. Ab 1929 unterrichtete er am New England Conservatory.
Neben einem Oratorium und einer Kantate komponierte er drei sinfonische Dichtungen, ein Indian Summer Idyll für Orchester (UA 1919 durch das New York Philharmonic Orchestra) und kammermusikalische Werke.
| Personendaten    | Personendaten               |
| ---------------- | --------------------------- |
| NAME             | McKinley, Carl              |
| KURZBESCHREIBUNG | US-amerikanischer Komponist |
| GEBURTSDATUM     | 9. Oktober 1895             |
| GEBURTSORT       | Yarmouth (Maine)            |
| STERBEDATUM      | 24. Juli 1966               |
| STERBEORT        | Boston                      |